# Echeveria heterosepala

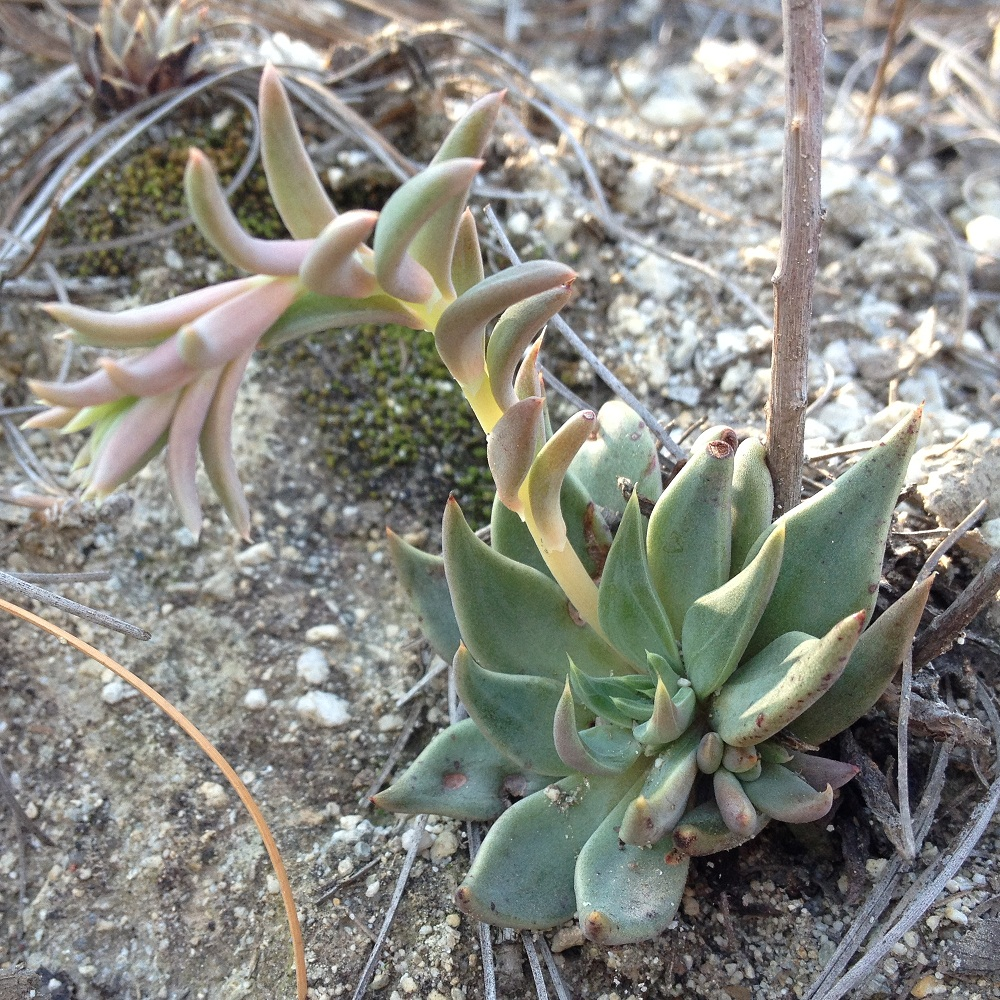
Vista de la planta

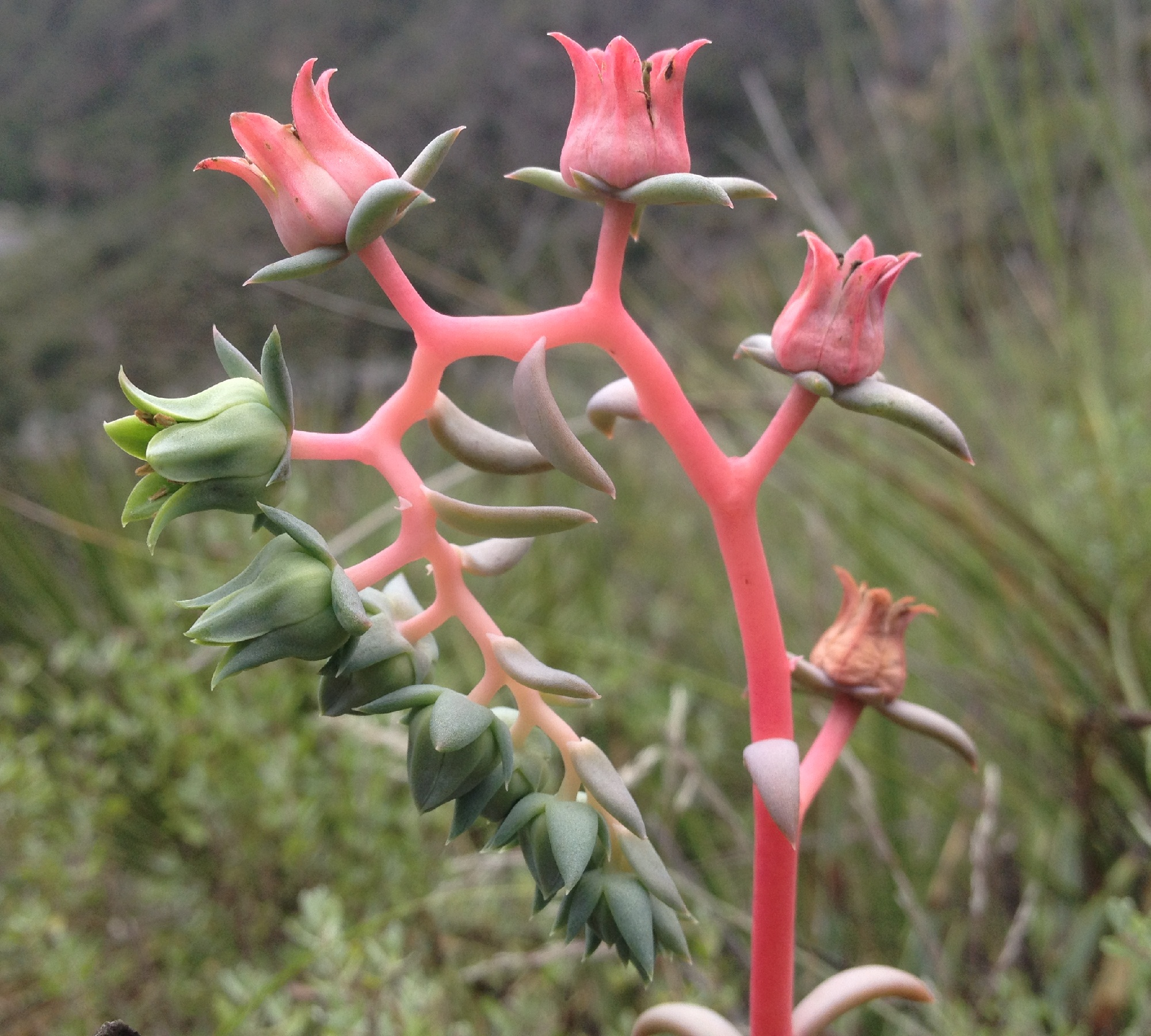
Detalle de la inflorescencia

Echeveria heterosepala es una planta suculenta de la familia de las crasuláceas, nativa de México.

## Descripción
Echeveria heterosepala es una planta herbácea, perenne, glabra y generalmente acaule, o bien con un tallo corto. Crece en forma de pequeña roseta compacta de 5 - 8.5 cm de diámetro, con hojas carnosas y frágiles, acuminadas y mucronadas, de color glauco.
La inflorescencia es un cincino simple, encorvado, verde, rojizo o rosado, de hasta 60 cm de largo. Al desarrollarse el pedúnculo, las brácteas se agrupan numerosamente y de manera alterna sobre él. Las flores, que surgen en la estación lluviosa, son notablemente verdes por dentro, con corolas pentagonales de color verde grisáceo a rojizo.

## Distribución y hábitat
Echeveria heterosepala es una especie endémica de los estados mexicanos de Oaxaca, Puebla y Veracruz, donde se distribuye en matorrales xerófilos y bosques mixtos abiertos, alrededor de los 2200-2700 m s. n. m. Tiene predilección por laderas rocosas de origen volcánico, donde se desarrolla comúnmente como planta terrestre.

## Cultivo
Como muchos miembros de su familia, Echeveria heterosepala es una planta popular en jardinería. En especial sus flores verdes, únicas en el género Echeveria, la hacen una especie codiciada, aunque se reporta como muy difícil de cultivar.

## Taxonomía
Echeveria heterosepala fue descrita en 1903 por Joseph Nelson Rose en Bulletin of the New York Botanical Garden 3: 8.
Etimología
Ver: Echeveria
heterosepala: epíteto latino que significa "de sépalos diferentes"

## Sinonimia
- Pachyphytum chloranthum E.Walther
- Pachyphytum heterosepalum (Rose) E. Walther[5][7]